# Mixosaurus
 (décembre 2018).
Si vous disposez d'ouvrages ou d'articles de référence ou si vous connaissez des sites web de qualité traitant du thème abordé ici, merci de compléter l'article en donnant les références utiles à sa vérifiabilité et en les liant à la section « Notes et références ».
Genre
Espèces de rang inférieur
- † M. cornalianus (Bassani, 1886)
- † M. kuhnschnyderi Brinkmann, 1998
- † M. panxianensis Jiang, Schmitz, Hao & Sun, 2006
- † M. xindianensis Chen et Cheng[1], 2010

Mixosaurus (« lézard mixte ») est un genre éteint d'ichthyosaures de la famille également éteinte des Mixosauridae. Ses fossiles ont été trouvés partout dans le monde : au Canada, aux États-Unis, en Italie, en Norvège, aux Pays-Bas, en Chine, en Indonésie et au Timor. Il vivait au Trias moyen, il y a environ entre 247 et 242 Ma (millions d'années).

## Découverte

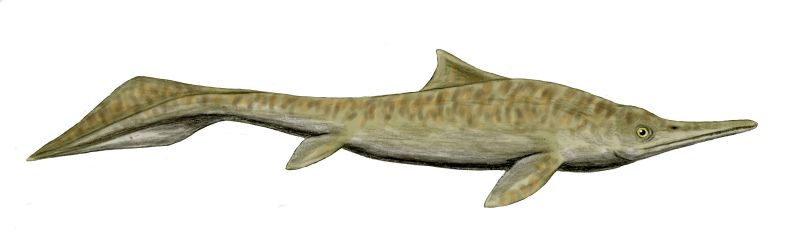
Vue d'artiste de Mixosaurus.

Il a été découvert pour la première fois en 1852 par Friedrich August von Quenstedt et a été nommé Mixosaurus en 1887 par Georg Baur à la suite de la découverte d'une deuxième espèce par Francesco Bassani en 1886. La première espèce a été nommée M. atavus et la seconde a été nommée M. cornalianus. Quatre espèces sont aujourd'hui répertoriées.

## Étymologie
Son nom signifie « lézard mixte » en raison d'un stade évolutif remarqué par Baur sur la queue de l'animal. Sa queue démontrait qu'il y a eu une forme de transition entre les ichthyosaures en forme d'anguille tel Cymbospondylus et les ichthyosaures en forme de dauphins tel Ichthyosaurus.

## Description
Mixosaurus était un petit ichthyosaure ne mesurant pas plus de 1 mètre (peut-être 2 mètres pour les estimations les plus importantes) et pesait 20 kilogrammes.